# Günther Cwojdrak
Günther Cwojdrak (* 4. Dezember 1923 in Kiel; † 23. Dezember 1991 in Berlin) war ein deutscher, in der DDR lebender Publizist. Sein Betätigungsfeld reichte von Theaterkritik über Polemik und Aphoristik bis zur Kinder- und Jugendliteratur. Besonders beliebt waren seine von ihm aus der Trivialliteratur oder historischer Gebrauchsliteratur zusammengestellten und kommentierten Anthologien.

## Leben und Wirken
Günther Cwojdrak wurde 1923 als Sohn eines Facharbeiters, eines sogenannten „Werkmeisters“, in Kiel geboren. Als Primaner wurde er 1941 wegen Kritik am Nationalsozialismus relegiert. Im Kriegsjahr 1942 zur Wehrmacht eingezogen, leistete er seinen Dienst beim Bodenpersonal der Luftwaffe. Im März 1944 lief er in Italien zu den Briten über und wurde nach der Gefangennahme in Ascot nahe London interniert. Er arbeitete am BBC-Programm deutscher Kriegsgefangener mit und fand Gefallen an dieser Aufgabe, die es ihm ermöglichte, nach der Entlassung aus der Gefangenschaft 1945 am Nordwestdeutschen Rundfunk in Hamburg eine Anstellung als Redakteur zu finden. In dieser Zeit begann er mit dem Schreiben von Berichten, Polemiken, Persiflagen, Kommentaren und Essays. Erste größere Veröffentlichung war ein 1946 in einem Hamburger Verlag erschienenes Walt-Whitman-Porträt für eine Jugendheftreihe.
1947 offenbarten sich Differenzen zwischen seiner politischen Einstellung und der seines Arbeitgebers, die ihn veranlassten nach Ost-Berlin überzusiedeln. Im selben Jahr noch begann er an der Zeitschrift Die Weltbühne mitzuarbeiten. Er schrieb vor allem Beiträge über Literatur und Theater. Von 1947 bis 1952 war er Leiter des Literaturprogramms des Berliner Rundfunks.
Er war u. a. Mitglied der SED und ab 1950 des Deutschen Schriftstellerverbands. Von 1952 bis 1958 wirkte er als Redakteur der Neuen Deutschen Literatur. 1955 veröffentlichte er eine „Streitschrift“ gegen den Literaturwissenschaftler Paul Fechter und die „reaktionäre Literaturwissenschaft“ Westdeutschlands (Der Fall Fechter). Es folgte 1957 Die literarische Aufrüstung. Darin heißt es: „Kaum daß der westdeutsche Bundesstaat sich konstituiert hatte, brandete bereits die erste Welle militaristischer Literatur über das Land. […] Zumeist huldigen ihre Autoren einem plumpen, schwerfälligen Naturalismus; ihr politischer Machtanspruch steht in krassem Widerspruch zu ihrer künstlerischen Impotenz. […] Derartige Publikationen wurden von Jahr zu Jahr zahlreicher, ihr aggressiver Charakter trat immer unverhüllter zutage.“
Ab 1958 war er freischaffender Schriftsteller in Berlin und studierte nebenher Geschichte. Publizistisch dominierte bislang das Thema westdeutscher Literaturbetrieb. Als neuer Schwerpunkt bildete sich bald die Trivialliteratur heraus. Hinzu kam eine Vielzahl an Nachworten, insbesondere zu lizenzierter Westliteratur, zum Beispiel zu Wolfgang Borcherts Die Hundeblume (1963) oder zu Gabriele Wohmanns Alles für die Galerie (1972). Einen Wegweiser zur deutschen Literatur, das heißt eine Literaturgeschichte für Kinder, erarbeitete er 1962. Im Vorwort erklärte er: „Dieses Buch ist keine Literaturgeschichte, aber es ist ein Buch über die deutsche Literatur: von der gotischen Bibelübersetzung des Ulfilas bis zu Bechers Nationalhymne der Deutschen Demokratischen Republik. […] Dabei haben wir uns auf historische Kreuzungspunkte, Kreuzungspunkte der Klassenkämpfe konzentriert, auf solche Dichter und Werke, die diese Wechselwirkung unmittelbar und deutlich vor Augen führen.“
1964 wurde Günther Cwojdrak Mitglied des PEN-Zentrums der DDR (erste Jahre noch gemeinsam DDR/BRD) und von 1967 bis Oktober 1991 seines Präsidiums. Aufgrund dieser Position gestattete man ihm Reisen ins westliche Ausland, unter anderem zu Westberliner Theateraufführungen, zur Buchmesse in Frankfurt am Main und zu PEN-Kongressen, wie zum Beispiel 1968 nach Genf.
1965 legte er die Anthologie Die Kitschpostille vor. Es wurde seine erfolgreichste Schau von Extrakten aus den Niederungen der Zerstreuungslektüre oder von kuriosen Kalendergeschichten oder nach bestimmten Themen sortierten Werkauszügen. Das Buch erfuhr bis 1989 sieben Auflagen und war damit erfolgreicher als seine eigenen Aphorismen-Bände. 1967 erhielt er den Heinrich-Heine-Preis des Ministeriums für Kultur der DDR. Gemeinsam mit seiner Frau Hilga stellte er zwischen 1970 und 1983 für den Kinderbuchverlag Berlin Abenteuergeschichten-Anthologien zusammen. 1982 veröffentlichte der Henschelverlag Kunst und Gesellschaft eine Auswahl der für die Weltbühne verfassten Theaterkritiken Cwojdraks unter dem Titel Bei Licht besehen. 1987 erhielt er eine Reiseerlaubnis nach Rom, um seine Kriegserinnerungen zu sublimieren. Seine (laut Vorbemerkung nur leicht überarbeiteten) Tagebuchaufzeichnungen der Jahre 1943 und 1944 veröffentlichte der Aufbau-Verlag 1989.
Im September 1991 nahm er letztmals an einer Präsidiumssitzung des PEN-Zentrums teil – von Krankheit gezeichnet. Deshalb schied er im Oktober 1991 aus dem PEN-Zentrum aus. Am 23. Dezember 1991 starb er in Berlin.

## Auszeichnungen
- 1967: Heinrich-Heine-Preis
- 1978: Vaterländischer Verdienstorden in Bronze

## Werke

### Buchveröffentlichungen
- Walt Whitman: Dichter und Demokrat, ein Lebensbild (= Pionier der Menschheit, Vorbilder der Jugend; Heft 3). Phönix-Verlag, Hamburg 1946.
- Der Fall Fechter. Eine Streitschrift. Aufbau-Verlag, Berlin 1955.
- Die literarische Aufrüstung. Herausgegeben vom Ausschuss für Deutsche Einheit. Aufbau-Verlag, Berlin 1957.
  - Remilitaryzacja literatury. Wydawnictwo Poznańskie, Poznań 1960 (polnische Ausgabe).
- Wegweiser zur deutschen Literatur. Der Kinderbuchverlag Berlin, Berlin 1962.
- Die Kitschpostille. Herausgegeben von Günther Cwojdrak. Auswahl der Bilder von Hans Ludwig. Zusammenstellung der Vignetten von Rudolf Peschel. Eulenspiegel Verlag, Berlin 1965 (spätere ISBN 3-359-00047-1).
- Eine Prise Polemik. Sieben Essays zur westdeutschen Literatur. Mitteldeutscher Verlag, Halle (Saale) 1965.
- Mit eingelegter Lanze. Literarische Streitschriften von Hutten bis Mehring (= Reclams Universal Bibliothek; Band 383: Sprache und Literatur). Herausgegeben von Günther Cwojdrak. Verlag Philipp Reclam jun., Leipzig 1968.
- Lesebuch und Weltbild. Literatur im Klassenzimmer. Mitteldeutscher Verlag, Halle (Saale) 1968.
- Die Lügentruhe. Geschichten, Schwänke, Märchen, Gedichte. Herausgegeben von Günther Cwojdrak. Eulenspiegel Verlag, Berlin 1969.
- Cross-Section. Anthology of the PEN Centre German Demokratic Republik. Edited on behalf of the Presidium of the PEN Centre German Demokratic Republik by Wieland Herzfelde and Günther Cwojdrak. Edition Leipzig, Leipzig 1970.
- Der Lustgarten. Angelegt von Günther Cwojdrak. Illustriert von Renate Totzke-Israel. Eulenspiegel Verlag, Berlin 1975.
- Beim Wort genommen. Eulenspiegel Verlag, Berlin 1975 (mit Collagen von Helmut Merten)
- Vom pludrigen Hosenteufel. Ein kurzweilig Lesen von allerlei kuriosen, komischen und ernsthaften Geschichten aus alten Kalendern. Herausgegeben von Günther Cwojdrak. Mit zwölf modernen Kalenderblättern und Vignetten von Wolfgang Würfel. Buchverlag Der Morgen, Berlin 1976.
- Poeten tischen auf. Ein kulinarischer Streifzug durch die Weltliteratur, unternommen von Günther Cwojdrak. Eulenspiegel Verlag, Berlin 1978.
- Lesestunde. Deutsche Literatur in zwei Jahrtausenden. Der Kinderbuchverlag Berlin, Berlin 1980.
- Die Gartenlaube. Blätter und Blüten. Ausgewählt von Günther Cwojdrak. Eulenspiegel Verlag, Berlin 1982.
- Bei Licht besehen. Berliner Theaterkritiken 1961–1980 (=dialog). Henschelverlag Kunst und Gesellschaft, Berlin 1982.
- Konturen. Kritik und Polemik (= Essay-Reihe). Mitteldeutscher Verlag, Halle (Saale)/Leipzig 1982.
- Beim Namen genannt. Illustrationen von Thomas Schleusing. Eulenspiegel Verlag, Berlin 1983.
- Wortwechsel. Eulenspiegel Verlag, Berlin 1985 (mit Illustrationen von Wolfgang Würfel)
- Kontrapunkt. Tagebuch 1943–1944. Neu betrachtet 1986. Aufbau-Verlag, Berlin/Weimar 1989, ISBN 3-351-01504-6.
- Die Gestirne des Galilei. Ein Lebensbericht. Dieser dokumentarischen Biografie liegt zugrunde: „Galileo Galilei: Schriften, Briefe, Dokumente“. Herausgegeben von Anna Mudry. Kinderbuchverlag Berlin, Berlin 1990, ISBN 3-358-01602-1.

### Theaterstücke
- Pfeile des Eros. Ein Sittenbild der Antike. Regie: Fritz Decho. Premiere: 9. Januar 1971, Volksbühne am Rosa-Luxemburg-Platz, Berlin.

### Zeitungs- und Zeitschriftenartikel (Auswahl)
Günther Cwojdrak schrieb für folgende Zeitungen und Zeitschriften: Berliner Zeitung, Sonntag, Freie Welt, Die Weltbühne, Freiheit, Neues Deutschland, Neue Deutsche Literatur, Sinn und Form.
- Realismus wird nicht verordnet. Der neue Kurs und die Schriftsteller. In: Berliner Zeitung, Nr. 164/1953 vom 18. Juli 1953, S. 3.
- Die zweite Literatur. In: Realismus – Reaktion – Resignation. Beiträge zur westdeutschen Literatur. Deutscher Schriftstellerverband, Berlin 1961, S. 89–106.
- „Quo vadis, Heinrich Böll?“ In: Freiheit (Halle), 19. Dezember 1964.
- Ob Kopf oder Buch – schon der Zusammenstoß ist wichtig. – Was vermag Literatur? In: Berliner Zeitung, Nr. 314/1972 vom 12. November 1972, S. 10.

### Herausgabe der ReiheAbenteuer rund um die Weltim Kinderbuchverlag Berlin
- Anker auf! Abenteuer auf sieben Meeren. Illustrationen von Heinz Rodewald. 1970.
- Gefährliche Spuren. Jagdabenteuer auf fünf Kontinenten. Illustrationen von Klaus Finger. 1971.
- Kampf in Nacht und Eis. Abenteuer am Nord- und Südpol. Illustrationen von Peter Nagengast. 1974.
- Die Rache des Häuptlings. Indianer- und Abenteuergeschichten. Illustrationen von Gerhard Goßmann. 1975 (ab 3. Auflage, 1986: ISBN 3-358-00907-6).
- Sturm auf Gipfel und Gletscher. Bergsteigergeschichten. Illustrationen von Rainer Flieger. 1977.
- Hol der Henker die Banditen! Allerhand Abenteuer... Illustrationen von Paul Rosié. 1983 (ab 4. Auflage, 1987: ISBN 3-358-00253-5).

### Gedruckte Reden
- Redigierte Tonbandabschrift vom Internationalen Kolloquium des Deutschen Schriftstellerverbandes (DSV) 1964 zum Thema Die Existenz zweier deutscher Staaten und die Lage in der Literatur. In: Zwei Staaten, zwei Literaturen? Das internationale Kolloquium des Schriftstellerverbandes in der DDR, Dezember 1964. Eine Dokumentation (= Schriftenreihe der Vierteljahrshefte für Zeitgeschichte; Band 96). Herausgegeben und eingeleitet von Elke Scherstjanol. Oldenbourg Verlag, München 2008, ISBN 978-3-486-58560-5, S. 101–103.

### Hörspiele
- (mit Friedrich Karl Kaul:) Chicago 1886. Regie: Gottfried Herrmann, Erstsendung 29. April 1952, Deutschlandsender (DDR).